# Христос между Девой Марией и Иоанном Крестителем
«Христос между Девой Марией и Иоанном Крестителем» (исп. Cristo entre la Virgen María y San Juan Bautista) — картина южнонидерландского художника Яна Госсарта по прозвищу Мабюз, написанная между 1510—1515 годами. Картина находится в музее Прадо в Мадриде.

## Описание
Сложная архитектура, запечатленная на картине позволяет датировать это произведение 1510 годом, когда художник вернулся из Рима.
Эта картина, сильно отличающаяся от других работ художника, была центральной частью триптиха, подаренного Филиппом II монастырю в Эскориале. Госсарт был одним из основоположников фламандского маньеризма — сочетания фламандской и итальянской традиций, обновившего фламандские живописные средства выражения.
В этом произведении прослеживается связь художника со школой в Брюгге, в частности с ван Эйком. Фигуры Христа, Марии и Иоанна Крестителя написаны под впечатлением «Поклонения агнцу» — части Гентского алтаря, над которым работали братья Хуберт и Ян ван Эйки. Традиционный деисусный ряд — изображение Марии и Иоанна Крестителя как заступников человечества перед Христом — здесь решён в новаторской манере — все три персонажа изображены до пояса. По сравнению образцами местной школы, картина Госсарта написана более реалистично, под итальянским влиянием, но сохраняет чисто фламандскую тщательность в изображении одежды и парчи. Если богато украшенные готические арки обрамляют фигуры и придают им самостоятельность, создавая симметрическую иерархию, то расположение всех персонажей на переднем плане вплотную друг к другу объединяет пространство картины. Возникающий в круглом окне поющий ангел, навеянный архангелом Гавриилом Гентского алтаря, написан вполне реалистически и объёмно.

## Провенанс
Картина принадлежала Филиппу II, который передал её монастырю в Эскориале в 1584 году.